# AVROTROS
AVROTROS is een Nederlandse publieke omroep ontstaan in 2014 uit een fusie van de omroepen AVRO en TROS. De naam van de fusieomroep werd sinds 1 januari 2014 al gebruikt in gezamenlijke uitzendingen. Sinds 7 september 2014 worden ook alle bestaande programma's uitgezonden onder de naam AVROTROS en op dezelfde datum werd een beeldmerk met het motto Thuis bij AVROTROS geïntroduceerd. Sinds 1 oktober 2020 is het motto De omroep voor ons. Over het hele jaar genomen waren er in 2022 gemiddeld 364 fte’s in dienst.

## Huisvesting

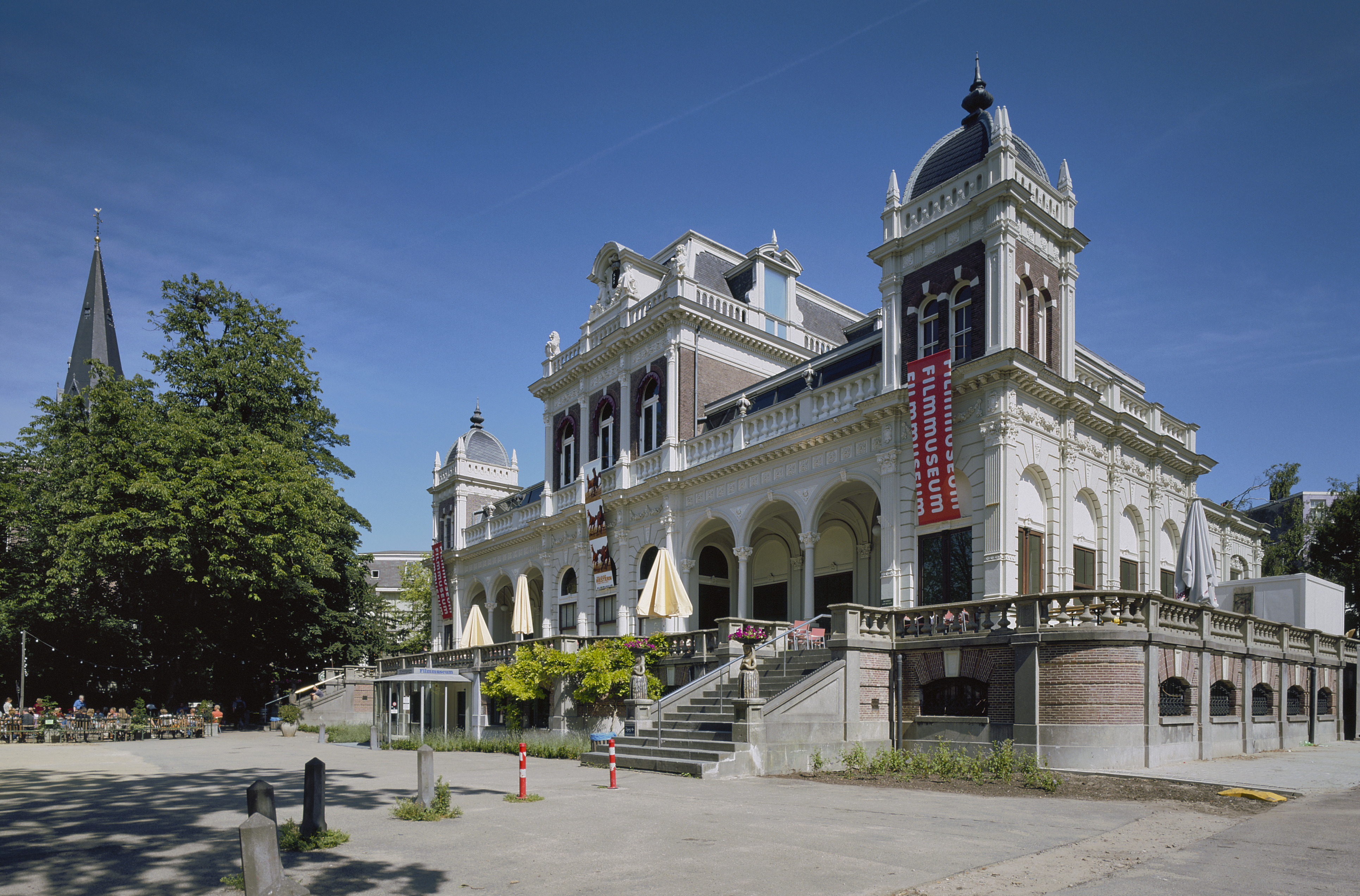
Vondelparkpaviljoen in Amsterdam. Voorgevel en rechter zijgevel, met bordes.

De AVRO was van 2000 tot en met 31 december 2013 gehuisvest in het AKN-gebouw aan de 's Gravelandseweg in Hilversum. De TROS werkte sinds 1970 vanuit het voormalige Christelijk Lyceum aan de Lage Naarderweg. Op 20 juni 2012 werd bekend dat beide omroepen na de fusie hun gezamenlijke intrek zouden nemen in het Wereldomroepgebouw. De verhuizing werd na een verbouwing op 1 januari 2014 afgerond.
Tevens heeft de fusieomroep in 2014 het verbouwde Vondelparkpaviljoen in gebruik genomen, nu 'Vondel CS' geheten. Hierin zijn enkele radio- en televisiestudio's ondergebracht. Het ging na grote renovatie op 13 mei 2014 open voor het publiek. Het pand biedt vooral ruimte voor publieksactiviteiten om leden en andere belangstellenden binding te bieden met de omroep. Direct aan het park bevindt zich een café met terras. Voorts heeft stadszender AT5 een redactieruimte in het gebouw. Het Vondelparkpaviljoen presenteert zich nu onder de naam 'Vondel CS'. Op 1 maart 2021 zal AVROTROS uit Vondel CS vertrekken vanwege uiteenlopende redenen

## Leden
De AVRO en de TROS hadden in 2009 gezamenlijk 868.977 leden. Bij de telling in 2014 waren dit er 686.439. In 2019 is dit aantal gedaald naar rond de 400.000 leden.

## Films
- 2 kleine kleutertjes: Een dag om nooit te vergeten (coproductie)

## Organisatie
De directeur van AVROTROS is Taco Zimmerman, de voorzitter van de Raad van Toezicht is Clayde Menso.

## Beeldmerk

2014 – 2020
2020 – heden